# Flandern-Rundfahrt 2009
Die  Flandern-Rundfahrt 2009 am 5. April 2009 war die 93. Austragung des Rad-Klassiker. Das Eintagesrennen war Teil der UCI ProTour 2009 und innerhalb dieser das vierte Rennen. Die Distanz des Rennens betrug 259,7 Kilometer und es gewann Stijn Devolder vor Heinrich Haussler und Philippe Gilbert.

## Teilnehmende Teams
| Quick Step Cofidis, le Crédit en Ligne Liquigas | Silence-Lotto Euskaltel-Euskadi Rabobank | AG2R La Mondiale Française des Jeux Team Columbia-High Road | Astana Fuji-Servetto Team Katusha | Bbox Bouygues Telecom Garmin-Slipstream Team Milram | Caisse d’Epargne Lampre-NGC Saxo Bank |

| Landbouwkrediet-Colnago | Topsport Vlaanderen-Mercator | Barloworld | Cervélo TestTeam | Skil-Shimano | Vacansoleil | Vorarlberg-Corratec |

## Ergebnis
|    | Fahrer            | Land        | Team                         | Zeit       |
| -- | ----------------- | ----------- | ---------------------------- | ---------- |
| 1  | Stijn Devolder    | Belgien     | Quick Step                   | 6h 01' 04" |
| 2  | Heinrich Haussler | Deutschland | Cervélo TestTeam             | + 59"      |
| 3  | Philippe Gilbert  | Belgien     | Silence-Lotto                | gl. Zeit   |
| 4  | Martijn Maaskant  | Niederlande | Garmin-Slipstream            | gl. Zeit   |
| 5  | Filippo Pozzato   | Italien     | Team Katusha                 | gl. Zeit   |
| 6  | Matti Breschel    | Dänemark    | Team Saxo Bank               | gl. Zeit   |
| 7  | Marcus Burghardt  | Deutschland | Columbia-High Road           | gl. Zeit   |
| 8  | Bjorn Leukemans   | Belgien     | Vacansoleil Pro Cycling Team | gl. Zeit   |
| 9  | Martin Elmiger    | Schweiz     | AG2R La Mondiale             | gl. Zeit   |
| 10 | Bert De Waele     | Belgien     | Landbouwkrediet-Colnago      | gl. Zeit   |